# Gobindpur (Jharkhand)
Pour les articles homonymes, voir Gobindpur.
Gobindpur est une ville de recensement située dans le bloc de développement communautaire de Govindpur dans la subdivision Dhanbad Sadar du district de Dhanbad dans l'État indien de Jharkhand.

## Emplacement
Gobindpur est située à 23° 50′ 19″ N, 86° 31′ 07″ E
 à une altitude moyenne de 188 mètres (616 pieds). 
Les collines Dhangi (plus haut sommet 385,57 m) vont de Pradhan Khunta à Gobindpur,.

## Aperçu
La région représentée sur la carte se trouve au nord de la ville de Dhanbad et est une vaste zone rurale avec des villages (en particulier dans les régions du nord) dispersés autour des collines. L'un des nombreux éperons de la colline de Pareshnath (1 365,50 m), situé dans le district voisin de Giridih, traverse les zones Topchanchi et Tundi du district. La rivière Barakar coule le long de la limite nord. La région représentée sur la carte couvre plusieurs blocs de développement communautaire - Topchanchi, Govindpur, Tundi, Purbi Tundi et une petite partie de Baghmara . La route nationale 19 Kolkata-Agra (ancien numéro NH 2) / Grand Trunk Road traverse le sud de la région. 

### Poste de police
Le poste de police de Gobindpur dessert le bloc de développement communautaire de Govindpur. 

### CD block HQ
Le siège social du bloc de DC de Govindpur est à Gobindpur. 

## Histoire
Gobindpur était une ville où on frappait la monnaie à l’époque moghole. Les pièces de cuivre ont été produites sous les règnes d'Akbar et de Jahangir. 

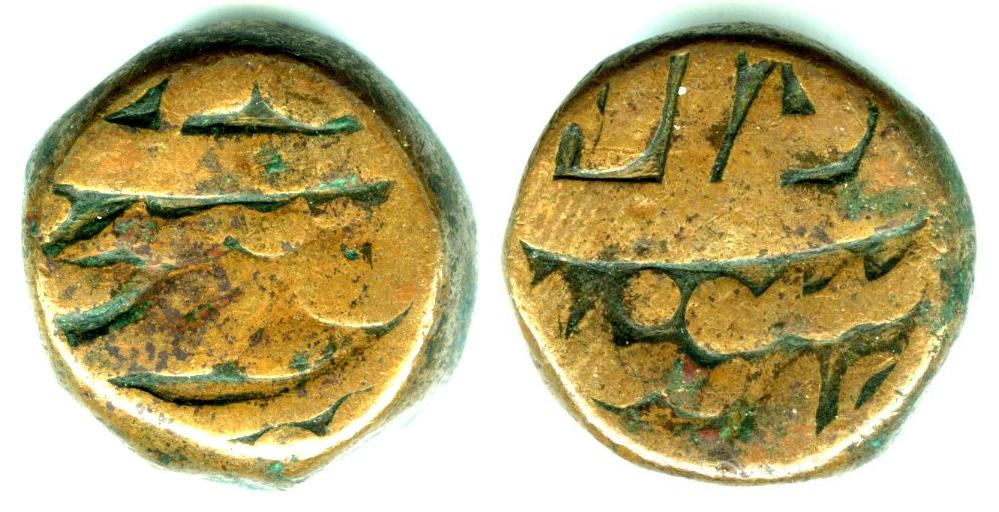
Pièce de cuivre de l'époque d'Akbar. L'avers se lit "Gobindp (ur)". C. 1600 CE.

## Démographie
Selon le recensement de 2011 de l'Inde, Gobindpur avait une population totale de 11 318 dont 5 950 (53%) étaient des hommes et 5 368 (47%) étaient des femmes. Les personnes de moins de 6 ans étaient au nombre de 1 547. Le nombre total d'alphabètes à Gobindpur était de 8 014 (82,02% de la population de plus de 6 ans). 
Au recensement de 2001 de l'Inde, Gobindpur comptait 8 504 habitants. Les hommes constituaient 54% de la population et les femmes 46%. Gobindpur a un taux d'alphabétisation moyen de 65%, supérieur à la moyenne nationale qui est de 59,5% : l'alphabétisation des hommes est de 73% et celle des femmes est de 55%. À Gobindpur, 15% de la population a moins de 6 ans.

## Infrastructure
Gobindpur possède une superficie de 2,83 km2. Gobindpur se trouve à 12 km du siège du district Dhanbad où il y a une gare. Des bus sont disponibles dans la ville. Il y a 7km de routes et de drains couverts et ouverts. Les deux principales sources d'approvisionnement en eau protégées sont les pompes manuelles et les puits non couverts. Il y a 1 760 connexions électriques domestiques et 40 points d'éclairage routier. Parmi les installations médicales, il y a un dispensaire de 10 lits, un centre de santé composé de 10 lits et de 15 pharmacies. Parmi les établissements d'enseignement, on compte 2 écoles primaires, 2 collèges, 2 lycées, 1 université généraliste et 1 polytechnique. Parmi les installations récréatives et culturelles, la ville dispose de 2 salles de cinéma et d'un auditorium / salle communautaire. Cette dernière possède les succursales de 5 banques nationalisées, 1 banque coopérative, 1 société de crédit agricole et 1 société de crédit non agricole. 

## Économie
La houillères suivantes fonctionnent dans la Gobindopur Zone de BCCL: Kharkhari, Maheshpur, Jogidih, Kooridih, Gobindopur S/Gobindopur Teturiya et Akash Kinaree.
La région de Govindpur a été formée avec 31 charbonnages repris par le secteur privé. 

## Transport
C'est le point de jonction de la  route nationale 19 (ancien numéro: NH 2) et de la  route nationale 18 (ancien numéro: NH 32).

## Éducation
Le Collège Ram Sahai More, à Ratanpur, Gobindpur, créé en 1959, est un collège privé offrant des cours d'arts, de sciences et de commerce. Il est affilié à l' Université Binod Bihari Mahto Koylanchal . 
K.K.Polytechnic, à Nairo, Gobindpur, établi en 2006, propose des cours d’ingénierie,. 